# Hapalomys
Hapalomys — рід мишоподібних гризунів родини мишеві (Muridae).

## Опис
Рід Hapalomys включає гризунів дрібногорозміру, з довжиною голови і тіла 121—168 мм, а довжина хвоста 140—203 мм. Хутро густе і м'яке, хвіст довший голови і тіла, помірно покрити волоссям, іноді закінчується пучком. Лапи пристосовані до лазіння по деревах. Самиці мають дві пари сосків на грудях і дві пари у паху.

## Поширення
Рід поширений у тропічних лісах Південно-Східної Азії.

## Класифікація
Рід містить 3 сучасні види:
- Hapalomys delacouri
- Hapalomys longicaudatus
- Hapalomys suntsovi
- †Hapalomys gracilis